# Mohamed Khedis
Mohamed Khedis (Argel, Argelia francesa, 29 de febrero de 1952-Argel, Argelia, 26 de agosto de 2008) fue un futbolista de Argelia que jugó en la posición de defensa central.

## Carrera

### Club
Jugó toda su carrera con el NA Hussein Dey de 1971 a 1982, con el que ganó la Copa de Argelia en 1979 y fue finalista de la Recopa Africana 1978.

### Selección nacional
Jugó para Argelia en 49 ocasiones de 1972 a 1980, participó en los Juegos Olímpicos de Moscú 1980, en la Copa Africana de Naciones 1980 y en la clasificación de CAF para la Copa Mundial de Fútbol de 1982.

## Muerte
Khedis murió el 26 de agosto de 2008 en la capital Argel a causa de un ataque cardíaco.

## Logros
- Copa de Argelia (1): 1979